# Sames
Sames is een gemeente in het Franse departement Pyrénées-Atlantiques (regio Nouvelle-Aquitaine). De plaats maakt deel uit van het arrondissement Bayonne. Sames telde op 1 januari 2022 703 inwoners.

## Geografie
De oppervlakte van Sames bedroeg op 1 januari 2022 13,26 vierkante kilometer; de bevolkingsdichtheid was toen 53 inwoners per km².

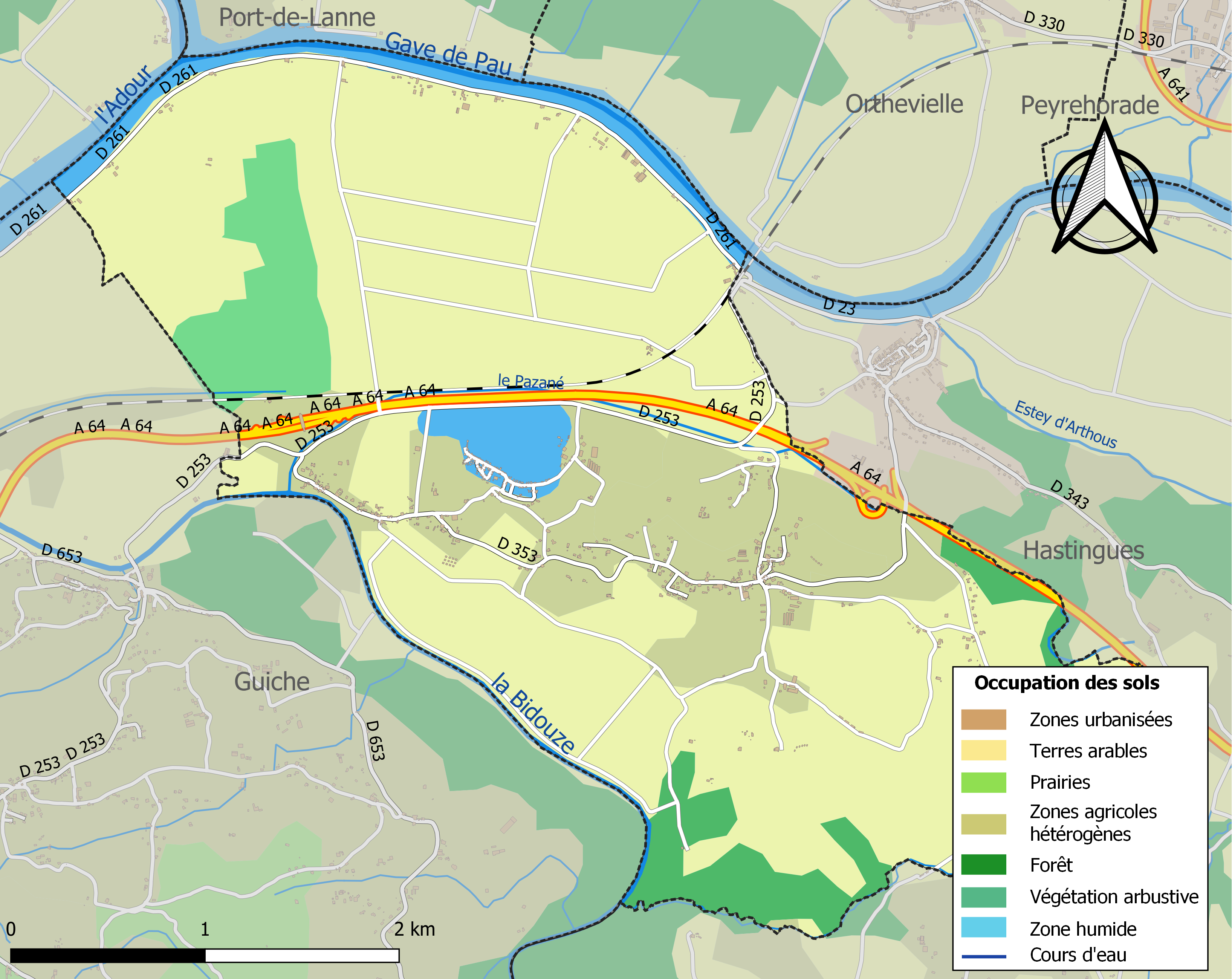
Kaart van de gemeente met belangrijkste infrastructuur, bodemgebruik en omliggende gemeenten

## Verkeer en vervoer
In de gemeente ligt het gesloten spoorwegstation Sames-Guiche.

## Demografie
Onderstaande figuur toont het verloop van het inwonertal (bron: INSEE-tellingen).